# دیوفانت (دهانه)
دیوفانت یک دهانه برخوردی در ماه‌ است.

## دهانه‌های اقماری
این دهانه ۳ دهانه اقماری دارد.
| Diophantus | عرض جغرافیایی | طول جغرافیایی | قطر         |
| ---------- | ------------- | ------------- | ----------- |
| C          | ۲۷.۳° N       | ۳۴.۷° W       | ۵.۰ کیلومتر |
| B          | ۲۹.۱° N       | ۳۲.۵° W       | ۶.۰ کیلومتر |
| D          | ۲۶.۹° N       | ۳۶.۳° W       | ۴.۰ کیلومتر |